# Artner Margit
Artner Margit (Budapest, 1954. január 16. – 2023. július 19.) magyar grafikus.

## Életpályája
1968-72-ig a Képző- és Iparművészeti Szakközépiskola ötvös szakára járt. 1972-től könyvekhez (Corvina, Móra Könyvkiadó) napi- és hetilapokba készít illusztrációkat. 1974 óta foglalkozik a munkásságának legjavát kitevő rézkarccal. Képeinek témái álom és ébrenlét között lebegnek. Részletekbe menő pontossággal ábrázolja a számára fontos dolgokat: füvet, fát, kavicsot, az Unikornist, az árkádok geometrikus díszeit.

## Egyéni kiállításai
- 1982 Csepel Galéria, Budapest
- 1986 Iskola Galéria, Budapest; Falusi Galéria, Perbál
- 1987 Dürer Terem Budapest
- 1989 Berettyóújfalu; Kastély Szálló, Szirák
- 1990 Veszprém
- 1992 Dombóvár Galéria
- 1993 Iskola Galéria, Budapest
- 1994 Arte Galéria Sharah, Keszthely
- 1995 Városi Kiállítóterem, Kalocsa; Rákóczi Múzeum, Sárospatak; Hotel Aquincum, Budapest; Keve Galéria, Ráckeve
- 1996 Kossuth Klub, Budapest; Márki Sándor Múzeum, Sarkad; Mecénás Galéria, Zalaegerszeg; Budapesti Evangélikus Gimnázium, Budapest; Újlipótvárosi Klubgaléria, Budapest
- 1997 Dunakeszi
- 1998 Szirák
- 1999 Kortárs Galéria, Budapest
- 2000 Rétság
- 2001 Petró Galéria, Nagykanizsa
- 2002 Csikihegyek Galéria
- 2005 Kortárs Galéria, Debrecen; EuróKlub Galéria, Budapest.

## Válogatott csoportos kiállítások
- 1985 XIII. Országos Grafikai Biennálé, Miskolci Képtár
- 1993 Országos Képző- és Iparművészeti Pályázat, Kecskeméti Képtár
- 1996 Magyar Illusztrációk, Magyar Intézet, Berlin; XVIII. Országos Grafikai Biennálé, Miskolci Galéria, Miskolc; Magyar-Olasz Kortárs Illusztráció, Vigadó Galéria, Budapest, valamint egyéni és csoportos kiállításokon vett részt Németországban, Japánban, Svédországban, Olaszországban és Cipruson.
- 2006 Nemzeti Táncszínház Kerengő Galériája, Budapest
- 2009 Koller Galéria, Budapest

## Jegyzet
1. ↑  Artner Margit nekrológ